# São Pedro (Porto de Mós)
São Pedro is een plaats (freguesia) in de Portugese gemeente Porto de Mós en telt 2919 inwoners (2001).